# منزل‌آباد (مشهد)
منزل‌آباد روستایی در دهستان طوس بخش مرکزی شهرستان مشهد استان خراسان رضوی ایران است.منزل آباد در بزرگراه آسیای مشهد قوچان در سمت چپ جاده واقع شده و روستایی در حال رشد هم از نظر مسکن هم از نظر جمعیت میباشد در سال های اخیر به خاطر رشد ساخت و ساز از سمت شهرک‌غرب به مشهد بسیار نزدیک شده است.

## جمعیت
بر پایه سرشماری عمومی نفوس و مسکن در سال ۱۳۹۵ جمعیت این روستا ۸٬۵۲۰ نفر (۲٬۴۹۴خانوار) بوده‌است.